# Teheran
Teheran (en persa تهران / Tehrân [tʰehˈɾɒn]) és la capital de l'Iran i una de les ciutats més grans del món. Té 8.244.535 habitants, i la seva àrea metropolitana en té 15.000.000. També és la capital de la província del mateix nom. És una ciutat moderna, plena d'autopistes i d'indústria, i disposa de cinc línies de metro. Teheran té el 20% de la població de l'Iran. Tanmateix, la seva economia és encara molt més important percentualment, amb el 30% de funcionaris i el 45% d'indústries.

## Etimologia
Existeixen diverses teories sobre l'origen del nom de la ciutat. La web oficial de la ciutat de Teheran afirma que Tehran prové de les paraules perses Tha, que significa «final» o «fons», i Ran, que significa «vessant d'una muntanya», literalment, «final del vessant de la muntanya». Atès que Teheran és a la falda de les muntanyes Alborz, aquesta sembla l'explicació més possible de l'origen del nom de la ciutat.
Una segona teoria sosté que la paraula Tehran deriva de Tiran o Tirgan, «la casa de Tir» (essent Tir el deu zoroàstric equivalent al Mercuri de la mitologia romana). L'antic assentament Part de Tiran era veí de la població de Mehran («la casa de Mehr» o «la casa de Mitra»', el déu zoroàstric del Sol). Ambdós assentaments eren simples barris de la gran ciutat de Rayy. Mehran encara existeix i és un barri residencial dins del Gran Teheran, de la mateixa manera que Rayy, que formen els barris del sud de la ciutat.
La tercera teoria afirma que Terhan significa «lloc temperat», en oposició a «lloc fresc», que correspondria a Shemiran, un barri al nord de Teheran. Alguns textos contemporanis afirmen que la paraula Terhan significa en persa «vessant de la muntanya temperada».

## Història

### Origen
Restes de poblacions del Neolític i fins i tot de períodes anteriors s'han descobert a la comarca de Teheran i a Rayy (com per exemple, els jaciments de Chesm-e Ali, al centre de Rayy).
Teheran era originalment un poble a pocs kilòmetres (potser 7 farskhs) de la gran ciutat històrica de Rayy. Fou un dels primers pobles que van sorgir al nord de la ciutat de Rayy, els habitants de la qual es refugiaven a Shamiran, Qasran i a les planúries de l'Elburz per tal de fugir de la calor del desèrtic sud. La primera vegada que s'esmenta el nom Tihran ho fa Ibn al-Balkhi que elogia les seves magranes (1116). No obstant ja existia almenys a la meitat del segle x doncs vers 950 s'esmenta un personatge amb la nisba al-Tihraní, que havia de ser originari de la població. El 1202 s'hi va aturar la mare del sultà seljúcida Arslan quan anava de Rayy a Nakhitxevan. El mateix sultà residia llavors a Dulab, una localitat al sud-est de Teheran on hi ha modernament el cementiri rus. Ibn Isfandiyar la cita el 1216.

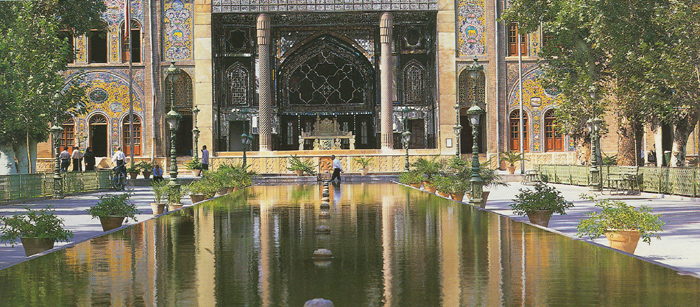
El Palau de Golestan.

La història de Teheran es coneix molt millor a partir del moment en què el seu nom es menciona en escrits històrics, com els de Yaqut al-Hamawí, que menciona la ciutat vers el 1220 on va estar just abans de la invasió mongola, la descriu com una ciutat comercial (qurā) i fins i tot una ciutat comercial important (qariyaton kabiraton), dividida en dotze barris (mahaleh). En aquella època, la ciutat tenia una fesomia particular que destacaven aquests autors i unes habitacions subterrànies on es refugiaven els pobres i servien també d'estables.
L'economia de la ciutat es basava en el comerç de fruites i verdures cultivades als jardins de la ciutat, alimentats per rierols provinents de l'Elburz i per sistemes de regadiu tradicionals (com el qanat i el kariz).

### Inici de les funcions urbanes
Teheran comença a prendre més importància després de la destrucció de Rayy en mans dels mongols l'any 1228. Teheran també va patir la invasió mongola, però el declivi de Rayy va instal·lar als seus habitants a instal·lar-se a Teheran, que oferia més comoditats amb els seus jardins i els seus canals de regadiu. El 1340, Hamd-Allah Mostawfi va descriure Teheran com una «petita ciutat important», però tan poc poblada com abans. Al segle xiv, la província mongola de la zona estava formada per quatre departaments, un dels quals era Teheran. Rayy formava part en aquella època del districte de l'actual capital del país, període en què la futura capital iraniana començava a predominar sobre Rayy.

### Transformació en capital
Sota els safàvides la capital va estar primer a Ardabil, després a Tabriz, després a Qazvín i finalment a Esfahan. El Sah Tahmasp I, segon sobirà de la dinastia safàvida, va fer construir entre 1553-1554 un basar, així com una muralla amb 114 torres (d'acord amb el nombre de sures de l'Alcorà). Les raons de l'elecció dels Safàvides a favor de Teheran va ser degut per diferents causes: el fet que un avantpassat dels Safàvides, Sayyid Hamza, estigués enterrat a Rayy o que Teheran fos -des de feia segles- un refugi per als xiïtes van tenir una certa importància; però sobretot foren els esdeveniments històrics els que van empènyer als safàvides. Shah Tahmasp ja s'havia vist obligat a desplaçar la seva capital de Tabriz a Qazvin per culpa de les amenaces de l'Imperi Otomà. La ciutat de Teheran, fortificada, a 150 km a l'est de Qazvin, oferia llavors un bon refugi en cas de perill. Xavier de Planhol subratlla que la muralla era excessiva i desproporcionada amb relació a les necessitats d'una petita ciutat: s'estenia durant 8 kilòmetres de llargada, rodejant una superfície de 4,5 km², i la població no excedia les 20.000 persones en aquella època. Les descripcions de l'època parlen d'una gran ciutat, que tenia grans jardins plens de múltiples varietats de fruites. El 1574 fou executat a Teheran el príncep Hasan Mirza que havia lluitat contra Ismail II pel tron. El 1589 s'hi va posar malalt Abbas I el Gran quan anava a combatre els uzbeks, de manera que aquests van poder ocupar Mashhad.
En l'època dels Safàvides, Teheran fou un centre administratiu regional, que acollia un beğlerbeği  i un governador de província. No obstant això, en l'actualitat la ciutat no compta amb restes importants d'aquella època, com una gran mesquita o fàbrica.
El 1720 el xa Sultan Husayn I va rebre a Teheran a l'ambaixador turc Dürri Efendi. Allí mateix fou destituït i cegat el gran visir Fath Ali Khan Itimad al-Dawla el que va precipitar l'enfonsament de la dinastia. Sultan Husayn I va tornar a Esfahan l'1 de juny de 1721 i allí va perdre el tron. L'agost del 1725 hi va residir per un temps Tahmasp II però quan els afganesos es van acostar va fugir al Mazanderan; sembla que Teheran va resistir i va causar moltes baixes a Ashraf Khan. Un temps després però Teheran fou ocupada tot i l'intent de Fath Ali Khan Qadjar d'enviar-li ajut. Després de la derrota de l'afganès Ashraf Khan a Mihmandust (20 de setembre de 1728) els afganesos de Teheran van massacrar als notables locals i se'n van anar a Esfahan; els habitants van saquejar llavors les pertinences deixades endarrere i en el saqueig una espurna va fer saltar un polvorí. Ashraf Khan fou expulsat de Waramin i Tahmasp II va tornar a Teheran.
El 1741 la ciutat fou concedida en feu a Rida Kuli Mirza, fill de Nadir Shah, fins aleshores regent de Pèrsia en absència del seu pare; la concessió d'aquest govern menor va ser un preludi de la seva desgràcia i la seva eliminació. En les lluites dels successors de Nadir Shah, Ali Kuli Khan (Shah Adil o Adel Shah Afshar (6 de juliol 1747 - 24 de setembre de 1748) es va refugiar a Teheran. La batalla contra el seu germà Ibrahim Shah tingué lloc entre Sultaniya i Zandjan el juny de 1748 i els homes d'Adil Shah es van canviar de bàndol i Ibrahim va obtenir així la victòria. Entregat al seu germà, Adil fou cegat. Posteriorment, va quedar en la zona d'influència dels qajars, rivals dels zands.
El 1757/1758 Muhammad Hasan Khan Qadjar, després d'una lluita infructuosa contra Karim Khan Zand a Siraz, es va retirar i es va dirigir a Teheran on el seu exèrcit es va dispersar. Karim va enviar a Teheran al seu general Shaykh Ali Khan i amb l'ajut de Muhammad Hasan Khan Dawalu, Muhammad Hasan Khan Qadjar va ser mort. Karim va entrar a Teheran el 1759 on va fer enterrar el cap de Muhammad Hasan Khan Qadjar amb honors de xa. El 1769 va construir una seu de govern (imarat). Es diu que Karim planejava fer-la la seva capital. Agha Muhammad Khan Qadjar fou fet presoner al Mazanderan i portat a Teheran, sent tractat amb una generositat que després fou mal recompensada. Finalment el 1762/1763 Karim va optar per Siraz com a capital i Ghafur Khan va quedar com a governador de Teheran.
Karim va morir el 2 de març de 1779, vuit dies després Agha Muhammad Khan arribava a Teheran i es proclamava xa. No obstant els Zand, amb Ali Murad Khan Zand (germanastre de Djafar Khan Zand) van recuperar la ciutat i regió de Teheran. Agha Muhammad la va intentar recuperar pel governador Ghafur Khan va aconseguir una treva, i l'esclat d'una epidèmia de pesta va aconsellar a Agha Muhammad de retirar-se a Damghan. A la mort d'Ali Murad Khan (1785) Agha Muhammad va retornar i va assetjar la ciutat que va resistir; el rumor que Djafar Khan havia sortit del Fars en ajut de la ciutat va provocar la desbandada de les tropes d'Agha Muhammad. Tanmateix, poc després fou rebut finalment a la ciutat que va esdevenir la seva capital (1786) i centre del seu poder des d'on es va estendre a tota Pèrsia. El darrer xa Zand, Lutf Ali Khan, fou agafat presoner i portat a Teheran on fou executat el 1794/1795 i enterrat al santuari de l'imam Zayd.
Després de l'assassinat d'Agha Muhammad el 16 de juny de 1797 el seu germà Ali Kuli Khan va aparèixer davant la capital però el gran visir Mirza Shafi no el va deixar entrar; mentre l'hereu al tron, Baba Khan (Fath-Alí Xah Qajar) va poder arribar des de Siraz i després de derrotar el rival Sadik Khan Shakaki, fou coronat el 1798. Els shakaki derrotats van ser obligats a construir la rasa de Teheran.
Els ambaixadors anglesos van residir habitualment a Teheran mentre els russos ho feien més aviat a Tabriz. El 1829 un eunuc armeni del xa, Mirza Yakub, que havia estat convertit per força a l'islam, va demanar a l'ambaixador rus Griboyedov, que per un temps residia a Teheran, ser repatriat conforme als termes del tractat de Turkmanchay; això implicava la seva apostasia de l'islam i va provocar un aldarull popular l'11 de febrer de 1829 en la qual 45 membres de la legació russa foren massacrats incloent l'ambaixador, el seu secretari, els seus cosacs de guàrdia i els seus servents.
Fat·h-Alí Xah Qajar va morir el 19 d'octubre de 1834 i el seu fill Ali Mirza Zill-i Sultan es va proclamar xa a Teheran, Ali Shah o Adil Shah, i va regnar sis setmanes, però l'hereu Muhammad Xah Qajar va arribar de Tabriz i va entrar sense lluita a la ciutat el 2 de gener de 1835. El 1850 fou teatre de la persecució dels babis després de l'atemptat contra la vida de Nàssir-ad-Din Xah Qajar. Fou a Teheran que va esclatar el moviment contra la concessió del monopoli del tabac el 1891.
El desembre del 1905 els mercaders es van tancar a la mesquita del xa, i del 20 de juliol al 5 d'agost de 1906 es van tancar a la legació britànica. El majlis fou obert al palau de Bahristan el 7 d'octubre de 1906 i el 30 de desembre l'hereu al tron Muhàmmad-Alí Mirza va signar la constitució. El 8 de gener de 1907 va morir Mudhàffar-ad-Din Xah Qajar i el va succeir Muhàmmad-Alí Xah Qajar; l'atabeg Amin al-Dawla va ser assassinat el 31 d'agost de 1907. Contra-manifestacions dels absolutistes del 13 al 19 de desembre de 1907. El majlis fou bombardejat el 23 de juny de 1908; les tropes nacionalistes manades pel sipahdar-i Azam de Rasht i el sardar-i Asad Bakhtiyari van entrar a Teheran el 13-15 de juliol de 1909. Muhàmmad-Alí Xah Qajar va abdicar el 16 de juliol i va pujar al tron Ahmad Xah Qajar el dia 18 de juliol.
Des de 1915, la I Guerra Mundial va afectar Teheran; els alemanys i otomans van estar a punt d'agafar al xa i portar-lo a Qum. La ciutat estava fora de la zona d'operacions però els moviments de tropes afectaven la rodalia. El 10 de desembre de 1915 cosacs russos i gendarmes d'Amir Hishmat (aliats als Imperis Centrals) es van enfrontar a Rabat-Karim. Fins al 1917 els russos van controlar la zona entre la mar Càspia i Teheran i a partir de 1918 els van succeir els anglesos. Els oficials russos de les anteriors tropes auxiliars cosaques foren llicenciats el 30 d'octubre de 1920. La major part d'aquestes forces eren a Qazvín, on hi havia també una força britànica sota el general Ironside. 2500 cosasc, manats per Rida Khan, es van desplaçar des de Qazvín i van ocupar Teheran el 21 de febrer de 1921. Sayyidd Diya va formar govern (24 de febrer a 24 de maig i Rida Khan fou nomenat comandant en cap de l'exèrcit (sardar sipah). El 5 de novembre de 1923, Ahmad Xah Qajar se'n va anar a l'estranger amb el primer ministre Kawan al-Saltana (que exercia des del 4 de juny de 1921) acusat d'intrigar contra el comandant en cap. Finalment, Rida es va fer coronal xa el 25 d'abril de 1926.

## Geografia
Cap a l'any 1788, la ciutat tenia uns 15.000 habitants, i des d'aleshores la població ha augmentat de forma accelerada. El 1950, hi havia 1,05 milions d'habitants i el 1995 eren ja 6,8 milions. Aquest creixement accelerat de la població es deu principalment al desenvolupament administratiu de la ciutat, la indústria i la immigració provinent d'altres llocs del país.
Teheran és el centre administratiu i industrial de l'Iran. Des dels anys 1980, gairebé la meitat de la producció manufacturada del país és a Teheran.
Actualment, la ciutat també presenta alguns problemes de contaminació. El subministrament d'aigua no es realitza correctament i moltes de les deixalles acaben abocades a les fonts d'aigua, cosa que ha incrementat de forma notòria la contaminació de la ciutat.

### Situació

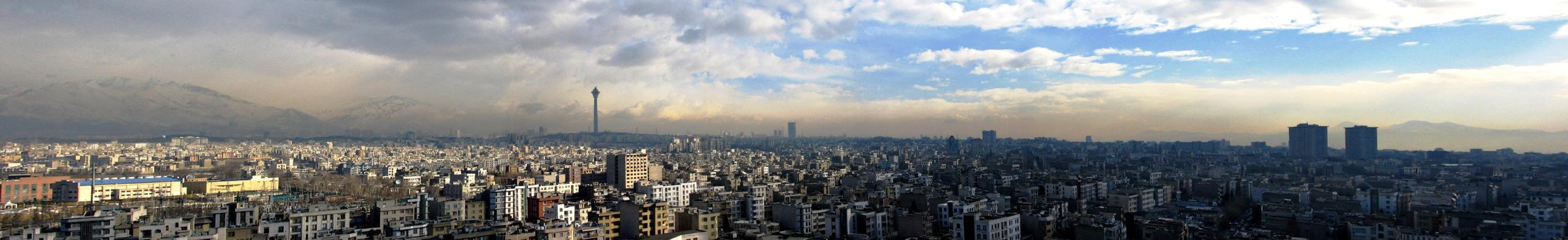
Panoràmica de Teheran

Teheran és en una plana que davalla en inclinació cap al sud als peus de les Muntanyes Alborz. La ciutat és a una altitud d'uns 1.100 m al sud, 1.200 m al centre i 1.700 m al nord. La ciutat i la seva perifèria comprenen una superfície de 86.500 ha.
La fundació de la ciutat va estar inicialment circumscrita al límit entre dues zones característiques de les planes: la zona alta, composta per grans pedregals permeables, i la zona baixa composta de dipòsits al·luvials més fins i més impermeables. La zona sobre la qual està la capital representa la transició entre el desert estèril (kavir) i la serralada muntanyosa de l'Alborz.
La ciutat no disposa d'importants recursos aqüífers i equidista de dues importants conques hidrogràfiques que recol·lecten les aigües que venen de les muntanyes riu amunt. Són les conques de Karaj, a l'oest, i del Jajerud, a una trentena de kilòmetres a l'est, que alimenta Varamin i els pobles del voltant. Entre les zones urbanes de Karaj i Varamin, només hi havia en el passat una ciutat important, Ray, que era a la intersecció de les rutes entre ambdues conques.
Els barris del nord de la ciutat, elevats sobre els vessants de l'Alborz, estan menys contaminades i tenen unes temperatures més suaus a l'estiu. Són els barris residencials de la població de classe mitjana-alta de la capital. La majoria de les ambaixades estrangeres també són allà, així com els palaus i el parc de l'antic xa. Cap al sud, en direcció al desert, hi ha els barris més populars i industrials. A l'extrem sud de l'actual aglomeració hi ha l'enclavament de Rayy. Aquest fou durant molt de temps la capital regional i és el lloc de naixement del califa abbàssida Harun ar-Raixid el 766.
La ciutat és al peu de les muntanyes, i actualment un telefèric enllaça l'aglomeració nord a la muntanya Tochal, a 3.966 m. Més a l'est, i a 50 km del centre de Teheran hi ha la muntanya Damavand, amb algunes neus perpètues i que culmina a 5.671 m.

### Riscos naturals
Hi ha una gran falla sota la cadena dels Alborz, al peu de la qual hi ha Teheran. Hi ha diverses falles més petites a les planes del sud de la ciutat. Teheran està exposada doncs, a terratrèmols, que es desenvolupen segons cicles de prop de 150 anys. No hi ha hagut cap gran sisme a Teheran des de fa més de 175 anys, i els especialistes consideren que un terratrèmol important podria tenir lloc en un futur proper.
Segons un estudi realitzat entre 1999-2000, aquest terratrèmols podria causar entre 120,000 i 380,000 morts.

### Geografia administrativa

Districtes municipals de Teheran

La metròpolis de Teheran, amb una superfície que ha augmentat molt al llarg de la segona meitat del segle xx, s'estén ara a diversos departaments de la província de Teheran: el departament de Teheran conté la major part de la ciutat, que s'estén també als departaments d'Eslamshahr, de Rayy i de Shemiranat. El terme metròpolis i aglomeració que s'utilitza aquí no té valor administratiu. És utilitzat en un sentit geogràfic per a referir-se a la ciutat de Teheran i a la seva regió urbana, que correspon al municipi de Teheran i a la província de Teheran.
El departament o shahrestān de Teheran limita amb el departament de Shemiranat al nord, de Damavand a l'est, d'Eslamshahr, Pakdasht i Rayy al sud, i de Karaj i Shahriar a l'oest.
El municipi de Teheran (shahrdāri) està dividit en 22 districtes (mantagheh) municipals, que cada un d'ells disposa del seu propi centre administratiu. Estan numerats per a ser identificats. Per altra banda, Teheran es divideix en 112 barris (nāhiyeh) entre els quals destaquen:
Abbas Abad, Afsariyeh, Amir Abad, Bagh Feiz, Baharestan, Darakeh, Darband, Dardasht, Dar Abad, Darrous, Dibaji, Djannat Abad, Elahiyeh, Evin, Farmanieh, Gheytarieh, Gholhak, Gisha, Gomrok, Hasan Abad, Jamaran, Javadiyeh, Jomhuri, Jordan, Lavizan, Nazi Abad, Niavaran, Park-e Shahr, Pasdaran, Punak, Rayy, Sadeghiyeh, Shahrara, Shahr-e ziba, Shahrak-e Gharb, Shemiran, Tajrish, Tehranpars, Vanak, Velenjak, Yaft Abad, Zafaraniyeh, etc. Aquests barris pertanyen a regions administratives que depenen de certs districtes.
Encara que separats administrativament, Rayy, Shemiran i Karaj se solen considerar moltes vegades com a part de la mateixa metròpolis de Teheran.

### Clima
La situació de Teheran, entre muntanyes i una conca desèrtica, té una gran influència sobre el clima de la ciutat. El clima de les muntanyes és més aviat fresc i mitjanament humit, mentre que les zones meridionals de la ciutat, gairebé en contacte directe amb el desert del Dasht-e Kavir són càlides i seques. Els mesos més càlids són els d'estiu (de mitjans de juliol a mitjans de setembre), amb temperatures mitjanes entre 28 i 30 °C. Els mesos més freds són els de desembre i gener, amb una temperatura mitjana pròxima a 1 °C.
Les precipitacions són d'uns 200 mm. anuals, concentrades durant l'hivern. L'estiu és molt sec.
El clima de Teheran està molt influenciat principalment per tres factors geogràfics:
- El Dasht-e Kavir, al sud de la ciutat, introdueix vents d'aire calent i pols a la ciutat.
- La serralada d'Alborz, al nord de la ciutat, para les pluges provinents de la mar Càspia.
- Els núvols del monsó de l'oest i la presència de la serralada muntanyosa redueixen en part els efectes del clima desèrtic.

La diferència de temperatura que existeix entre les muntanyes i les planes fa circular l'aire de les muntanyes cap a les planes durant la nit, i de les planes cap a les muntanyes durant el dia.
| Mes                                         | Gen   | Feb   | Mar  | Abr  | Maig | Jun  | Jul  | Ago  | Set  | Oct  | Nov  | Des   | Any   |
| Mitjana de les temperatures mínimes (en °C) | -2,7  | 0,0   | 3,8  | 9,4  | 14,4 | 18,8 | 22,2 | 21,6 | 17,7 | 11,6 | 6,1  | 0,5   | 10,2  |
| Mitjana de les temperatures màximes (en °C) | 7,2   | 10,0  | 15,0 | 21,6 | 27,7 | 33,6 | 37,2 | 36,1 | 32,2 | 24,4 | 17,2 | 10,5  | 22,7  |
| Temperatura mín. absoluta (en °C)           | -20,5 | -15,5 | -8,8 | -2,2 | 2,7  | 7,7  | 13,8 | 11,1 | 7,7  | 3,3  | -7,2 | -12,2 | -20,5 |
| Temperatura màx. absoluta (en °C)           | 18,3  | 22,7  | 29,4 | 32,7 | 37,2 | 41,6 | 42,7 | 42,7 | 38,8 | 33,8 | 28,8 | 20,0  | 42,7  |
| Precipitacions (en mm)                      | 45    | 38    | 45   | 35   | 12   | 2    | 2    | 2    | 2    | 7    | 20   | 30    | 240   |
| Nombre de dies de pluja                     | 3,7   | 3,2   | 3,6  | 3,0  | 1,2  | 0,3  | 0,3  | 0,3  | 0,3  | 0,8  | 1,7  | 2,6   | 21,0  |
| Nombre de dies de gelada                    | 20,5  | 15,6  | 5,1  | 0,1  | 0,0  | 0,0  | 0,0  | 0,0  | 0,0  | 0,0  | 2,7  | 15,5  | 59,5  |
| Font: Météo France y Climate zone           |       |       |      |      |      |      |      |      |      |      |      |       |       |

## Demografia
La ciutat de Teheran té una població de prop de 7 milions d'habitants segons l'últim cens oficial del 1996.
La ciutat té un aire cosmopolita; les cases de Teheran donen aixopluc a diversos grups ètnics i lingüístics provinents de tot el país i representa la composició ètnico-lingüística de l'Iran (encara que varia la relació del percentatge). Més del 60% de la població de Teheran va néixer fora de la ciutat.
Les minories lingüístiques de la ciutat inclouen els pobles kurds, mazandarani, gilekis, luris, balutxi, kashgai, turcs, àrabs, armenis, bakhtiari, assiris, talyshi, etc. Existeixen també un nombre d'altres minories lingüístiques establertes que com els punjabis, domari i els gitanos. Un nombre de parlants de l'àrab llevantí provinents del Líban també viuen a Teheran.
La majoria dels habitants de Teheran són xiïtes i la minoria són sunnites, zoroastristes, bahaistes, jueus i cristians; incloent-hi membres de l'Església Assíria d'Orient, Església Apostòlica Armènia, Església Catòlica Romana, Església Catòlica Caldea, Església Protestant, Església Iraniana, Església Evangèlica Armènia, Església Jama'at-e Rabbani, Església de la Germandat Armènia, Església Ortodoxa Russa, i l'Església Presbiteriana.
Existeixen també petits grups de sikhs, hinduistes, budistes, mandeistes, espiritualistes, ateus, azalis, yazidis, yarsan, ismaïlistes, musulmans seculars i seguidors del sufisme.

## Economia

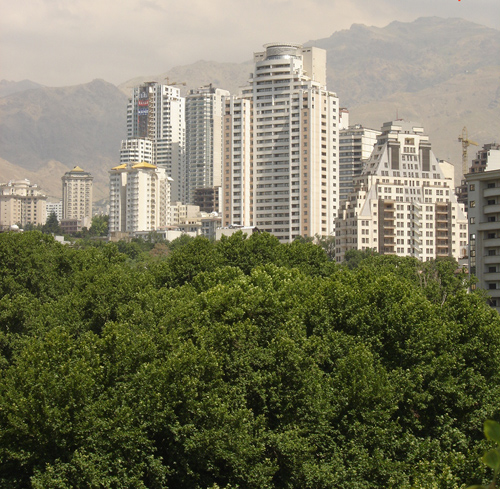
Vista de l'Elahiyeh a Teheran.

Al voltant d'un 30% de la força del sector públic de l'Iran i el 45% de les grans firmes industrials del país estan instal·lades a Teheran, i com a mínim la meitat d'aquests treballadors treballen pel govern iranià. La majoria dels treballadors restants són obrers en alguna fàbrica, propietaris de botigues i transportistes.
Moltes empreses estrangeres operen a Teheran. Tanmateix, abans de la Revolució Islàmica moltes més companyies americanes eren presents en aquesta regió. En l'actualitat, la majoria de les indústries modernes de la ciutat es dediquen a la fabricació d'automòbils, a la indústria electrònica i als equipaments elèctrics, armament, tèxtils, sucre, ciment i productes químics. És també una zona important pel que fa a la venda de catifes i de mobles. A més, hi ha una refineria de cru prop de Rayy, al sud de la ciutat.
La Borsa de Teheran, que és un dels membres de la Federació Internacional de Borses de Valors (FIBV), ha estat una de les millors borses pel que fa als resultats dels últims anys.

## Arquitectura

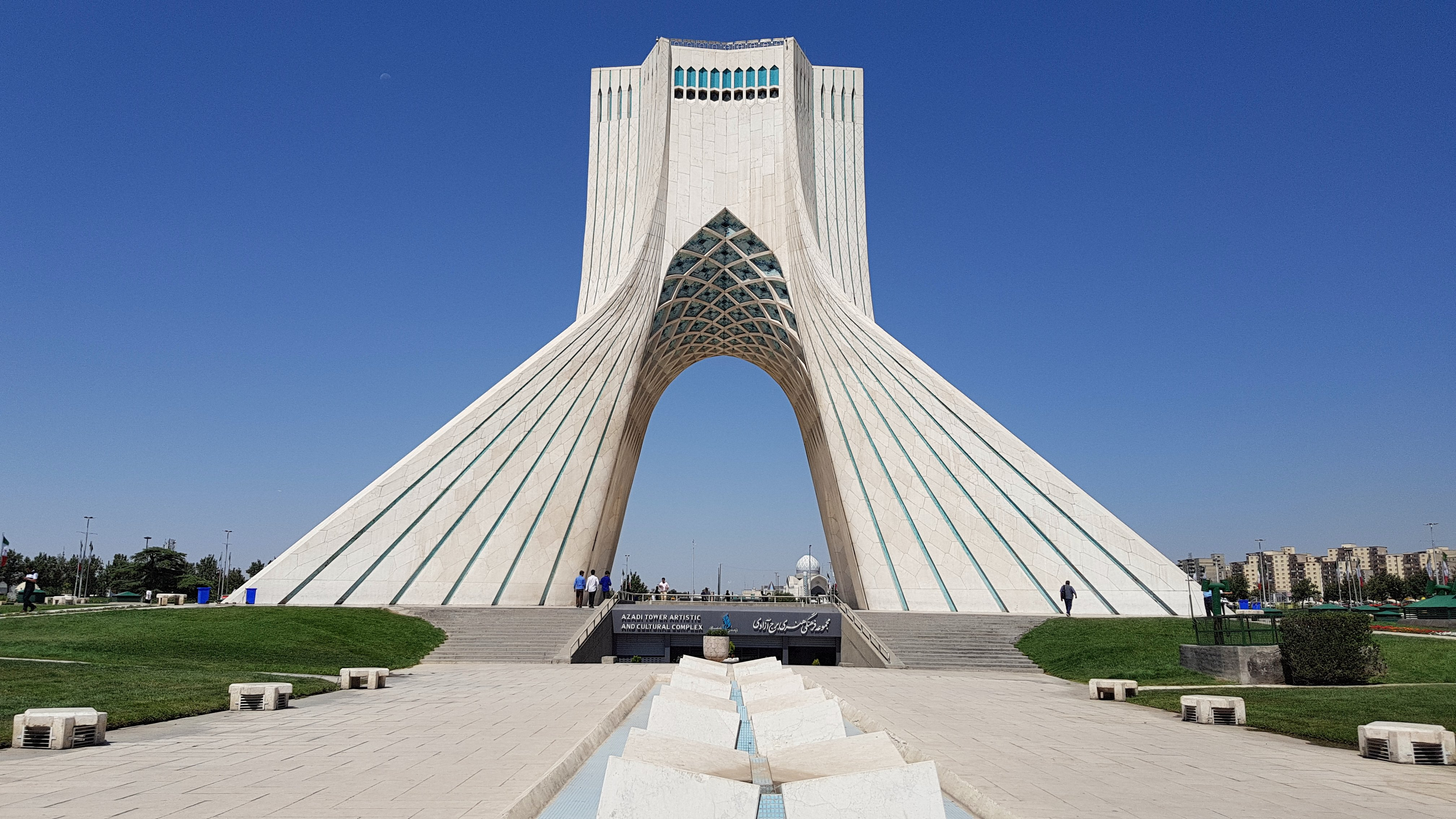
La Torre Azadi és considerat el símbol més famós de Teheran

Els monuments arquitectònics més antics de Tehran són de les èpoques Qajar i Pahlavi, tot i que si es considera l'àrea metropolitana, es poden trobar monuments de l'època Seljuk, on destaca la Torre Togrol, a Rayy. En aquesta ciutat també s'hi troben les restes del Castell de Rashkan, de l'època de l'Imperi Part. Alguns objectes del castell estan exposats al Museu Nacional. També a Rayy s'hi troba el Temple del Foc de Bahram, que perviu des de l'Imperi Sassànida.
Teheran és la ciutat més gran de l'Iran i es considera que té l'infrastructura més moderna del país. De totes maneres, la gentrificació dels barris antics i la demolició d'edificis amb valor cultural han causat problemes i preocupació. Inicialment fou una ciutat constituïda per cases baixes, limitada per l'activitat sísmica de la regió. Els edificis de gran alçada s'han creat durant les darreres dècades. No hi ha hagut cap gran terratrèmol a Teheran des de 1830, tot i que es tem que en pugui haver un aviat de conseqüències devastadores.
La Torre Internacional de Teheran, construïda entre 1996 i 2005, és l'únic i més alt gratacels de la ciutat, de 54 metres d'alçada, i està situat al districte Yusef Abad. La Torre Azadi, un memorial construït durant el regnat Pahlavi, és considerat el símbol més famós de la capital. Construït durant la commemoració dels 2500 anys de la fundació de l'estat imperial de l'Iran, combina elements d'Arquitectura aquemènida i Sassànida. La Torre Milad, que és la sisena més alta del món, construïda entre 2000 i 2007 per Mohammad Reza Hafezi, és també un dels símbols més famosos. El 2014 es va construir el Pont de Tabiat, dissenyat per Leila Araghian, que ha esdevingut molt popular i es considera el tercer símbol de la ciutat.

## Transports

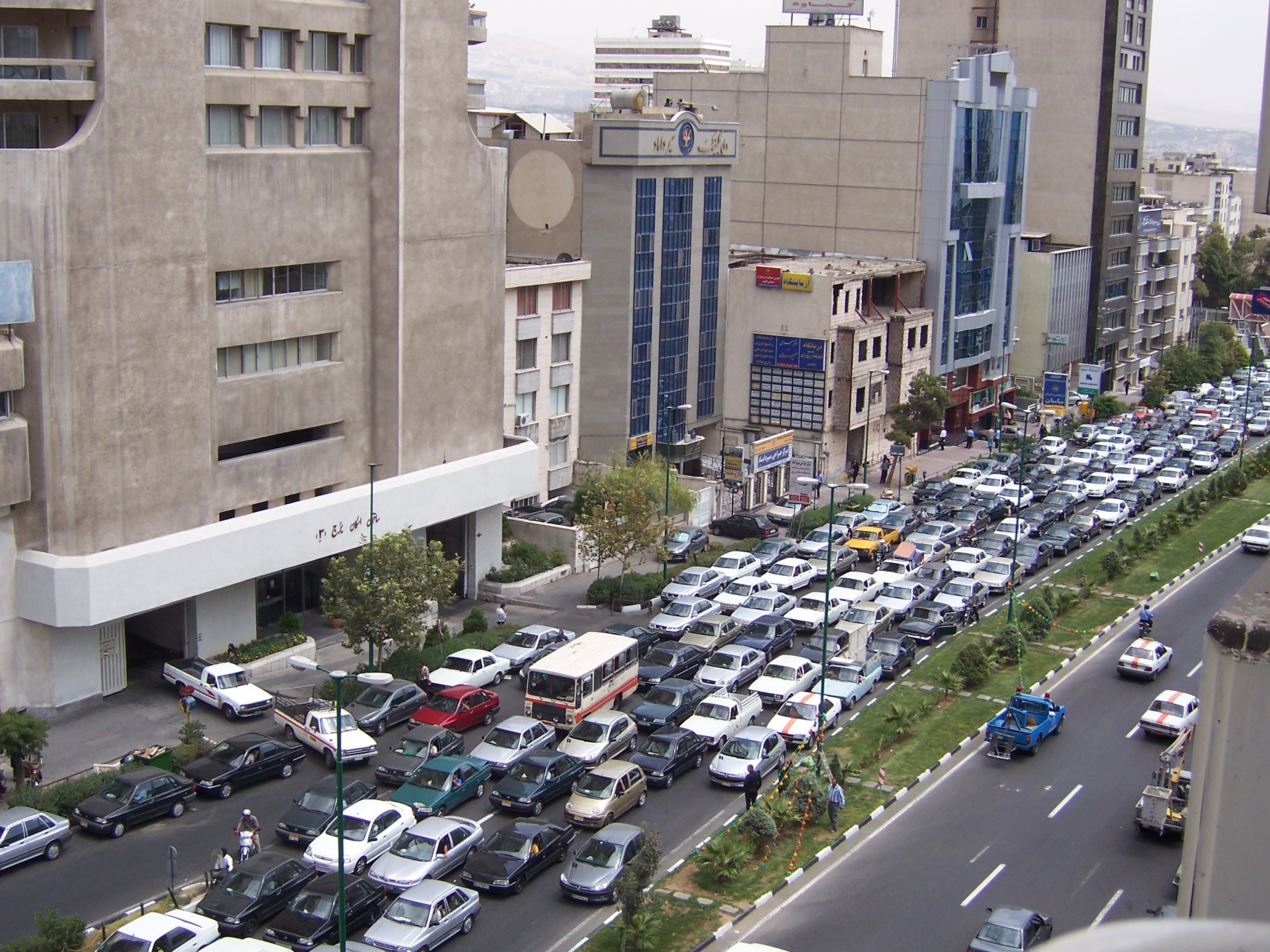
Trànsit de Teheran.

Teheran té tres aeroports, l'Aeroport Internacional de Mehrabad, l'Aeroport Internacional Imam Khomeini, i l'Aeroport Ghal'eh Morghi.
La capital iraniana depèn molt dels cotxes particulars, autobusos, motocicletes i dels taxis, essent una de les ciutats del món que més dependència i necessitat té dels automòbils. L'any 2001 es va inaugurar un metro que es portava planificant des dels anys 70 i que actualment compta amb cinc línies.

## Educació i investigació
Teheran és el centre educacional més gran i més important de l'Iran. Avui en dia hi ha prop de cinquanta grans universitats en total al «Gran Teheran». Des de l'establiment del Darolfonoon a mitjan segle xix, Teheran ha incorporat un gran nombre d'institucions d'educació superior. Alguna d'aquestes institucions han jugat papers importants en el desenvolupament d'esdeveniments polítics iranians. La Universitat de Teheran és la universitat estatal més antiga i la més gran de tot el país. Samuel Jordan, que en honor seu es va anomenar l'avinguda Jordan de Teheran, va ser un dels pioners fundadors del Col·legi Americà de Teheran (American College of Tehran). Teheran és també la seu de l'acadèmia militar més gran del país, així com de diversos col·legis religiosos i seminaris.

### Universitats de la província de Teheran
| Universitat                                         |
| --------------------------------------------------- |
| Shariaty Technical College                          |
| Universitat de Teheran                              |
| Universitat Allameh Tabatabaii                      |
| Universitat Tecnològica Amirkabir                   |
| Universitat Alzahra                                 |
| Universitat de Medicina Baqiyatallah                |
| Universitat de Ciència i Tecnologia de l'Iran       |
| Universitat Imam Hossein                            |
| Universitat Imam Sadeq                              |
| Universitat de Medicina de l'Iran                   |
| Universitat Tecnològica K.N.Toosi                   |
| Universitat Shahed                                  |
| Universitat Shahid Beheshti                         |
| Universitat Tecnològica Sharif                      |
| Universitat de Medicina de Teheran                  |
| Universitat Islamic Azad                            |
| Universitat Tarbiat Moaalem                         |
| Institut d'Estudis de Física Teòrica i Matemàtiques |
| Universitat Britànica                               |
| Universitat Armènia                                 |
| Universitat Canadenca                               |
| Universitat Índia                                   |
| Universitat Xinesa                                  |
| Universitat Coreana                                 |
| Universitat Payame Noor                             |

## Esports

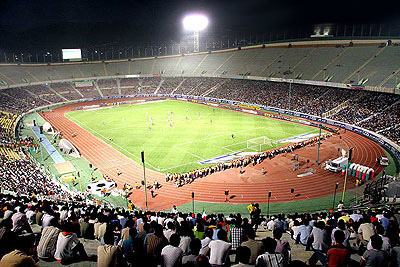
L'Estadi Azadi és el novè estadi més gran del món.

Teheran va ser la primera ciutat de l'Orient Mitjà en acollir uns Jocs Asiàtics. Els 7ns Jocs Asiàtics d'Estiu, l'any 1974, es va dur a terme amb una participació de 2.363 atletes de 25 països diferents.

### Futbol
Respecte al món del futbol, Teheran té sis equips de futbol de l'Iran Pro League, anomenats:
| Club          | Esport | Any  | Lliga                 | Entrenador    | Més informació |
| ------------- | ------ | ---- | --------------------- | ------------- | -------------- |
| Esteghlal FC  | Futbol | 1945 | Iran Pro League (IPL) | Samad Marfavi |                |
| Persepolis FC | Futbol | 1963 | Iran Pro League (IPL) | Nelo Vingada  |                |

## Centres religiosos
- Hosseiniye Ershad.

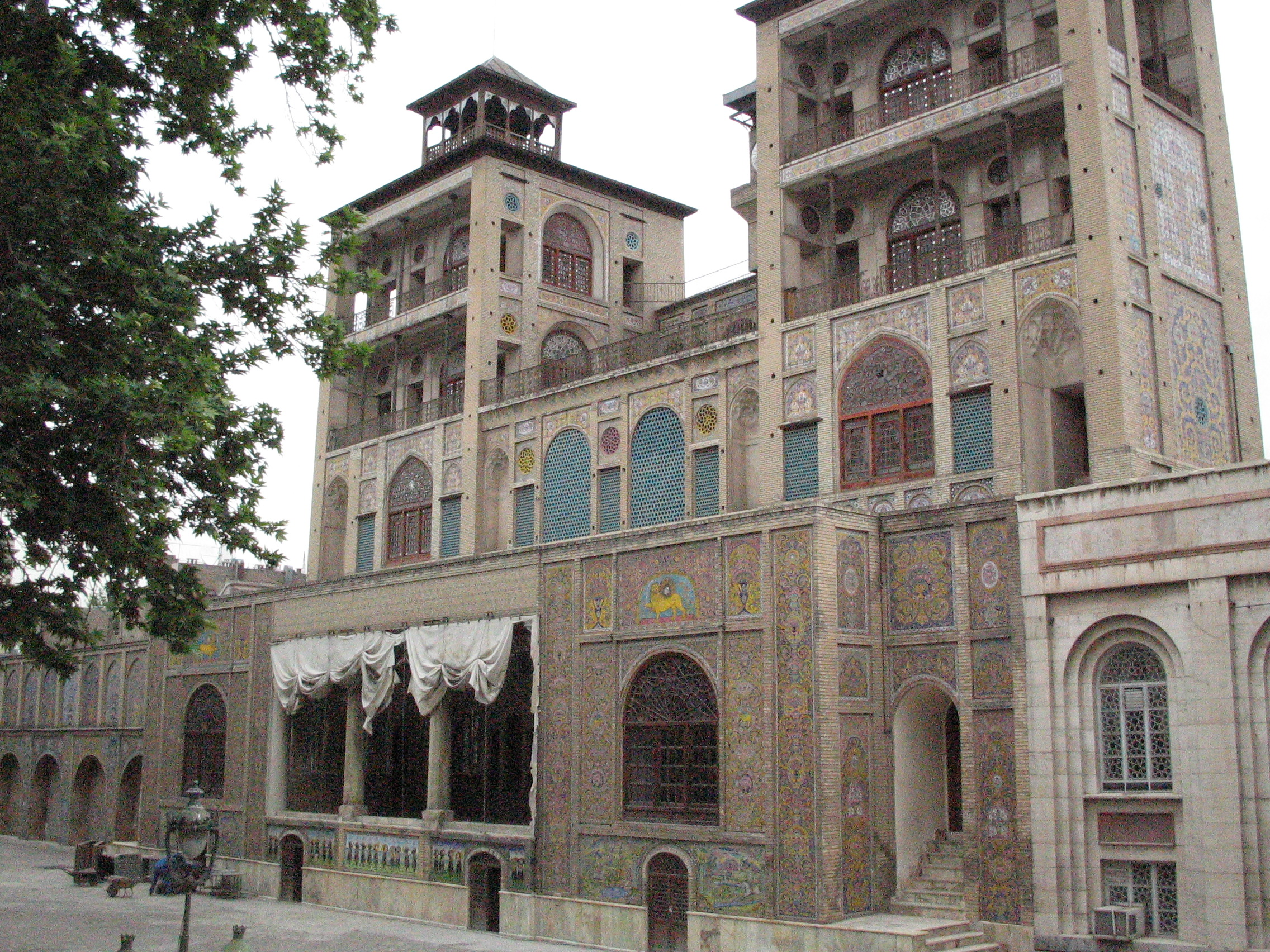
Edifici Shams-ol Emareh al complex del Palau Golestan.

- Mesquita Soltani, construïda per Fath Ali Shah.
- Mesquita Atiq, construïda el 1663.
- Mesquita Mo'ezz o-dowleh, construïda per Fath Ali Shah.
- Mesquita Haj Seyd Azizollah, construïda per Fath Ali Shah.
- Mesquita Al-javad, la primera Mesquita de disseny modernista de l'Iran.
- L'antiga Mesquita Sepahsalar, una altra Mesquita prominent de l'era Qajar.
- La nova Mesquita Sepahsalar.
- Mesquita Filsuf o-dowleh, era Qajar.
- Mesquita Moshir ol-Saltaneh Mosque, era Qajar.
- Mesquita Mo'ayyer ol-Mamalik Mosque, era Qajar.
- Mausoleu Shahr Banu.
- Mausoleu de Javan-mard Qassab un heroi preislàmic, gairebé mític.
- Dotzenes de llocs sants, de centenars d'anys d'antiguitat, incloent-hi el de l'Imam Zadeh Saleh.
- Dotzenes de llocs tradicionals d'oració de la Saga Khaneh.
- El cementeri d'Ebn-e Babooyeh, on molts iranians famosos com Takhti i Ali Akbar Dehkhoda hi estan enterrats.
- El cementeri de Zahir o-dowleh, on molts dels astres iranians de l'art i de la cultura hi són enterrats, com Iraj Mirza, Mohammad Taghi Bahar, Forough Farrokhzad, Abolhasan Saba, Ruhollah Khaleghi, i Darvish-khan.
- Tomba de Kordan, de l'era Seljúcida, Karaj.
- Tomba de Maydanak, segle xiii, Karaj.
- El cementiri polonès al nord de Teheran, al jardí britànic de Gholhak, on molts dels aliats de la Segona Guerra Mundial hi van ser enterrats.
- L'altre cementiri polonès (cementiri catòlic) a Dulab al sud de Teheran.
- Cementeri ortodox, a Dulab on hi ha la tomba al soldat rus desconegut, que té una estrella vermella sobre d'ella.
- Torre del Silenci (Dakhme gabrha), a la carretera Moshiryh darrere de la fàbrica de ciment de la 7a unitat de Teheran. És de forma circular.
- Torre Naghare Khane, localitzada a la muntanya del mateix nom (Nagharekhane) al districte de Haftdastagh, al costat de la carretera Amin Abad. La seva antiguitat no està clara però hi ha relats de l'era Seljuk que ja parlen d'ella. La torre és la tomba d'un rei Seljuk. Sota la torre s'hi poden veure altres ruïnes històriques com el domo Einanj. Aquest lloc és un cementiri reial i va ser utilitzat durant els primers anys de l'era islàmica persa.
- Sinagoga de Yusefabad.

### Esglésies
- Surep Georg, construïda el 1790.
- Església de Sant Judes Tadeu, construïda el 1808.
- Tatavus, de l'etapa de la Dinastia Qajar.
- Enjili, construïda el 1867.
- Església assíria.

## Galeria

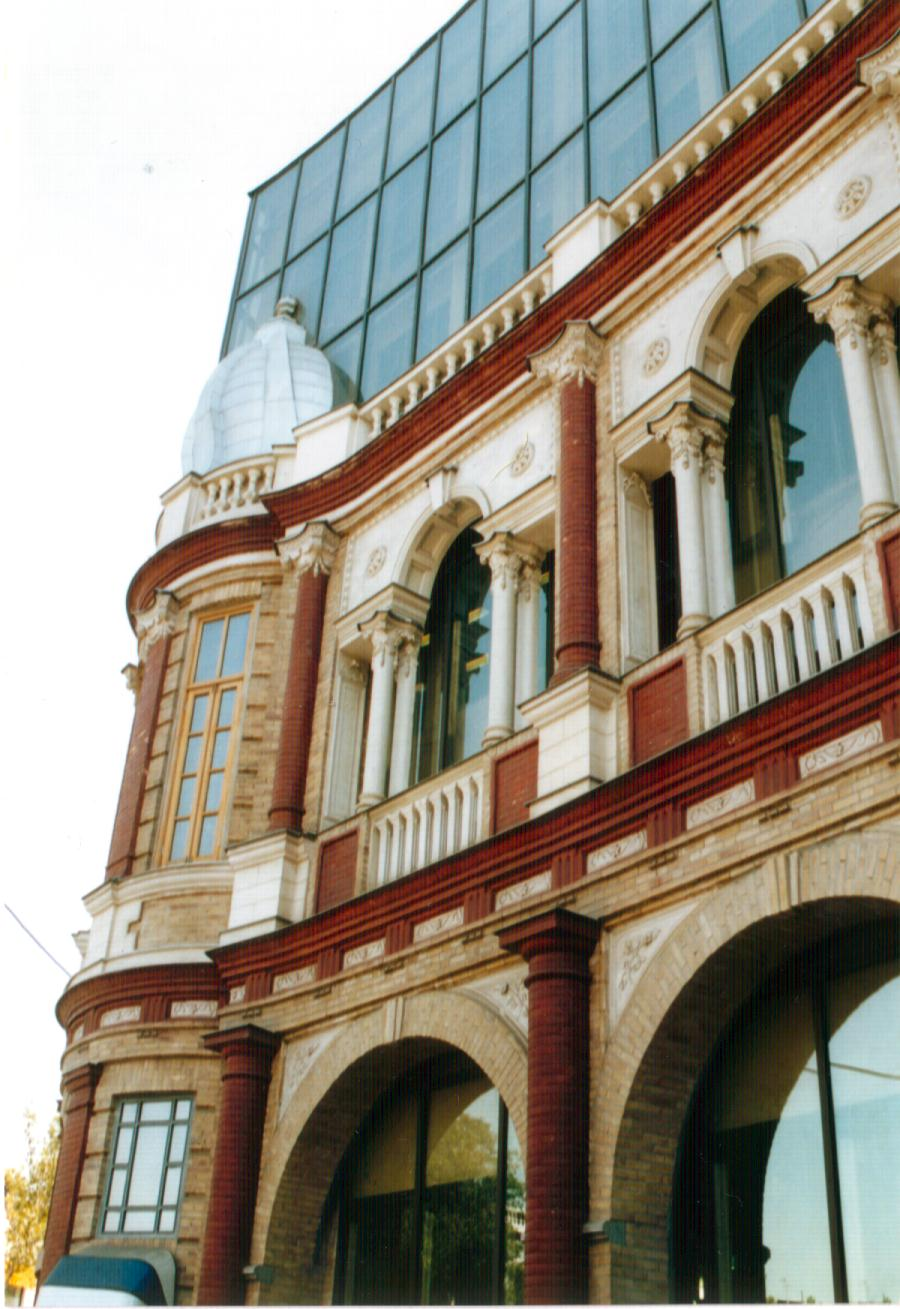
Districte Hasan Abad prop de l'antic basar de Teheran
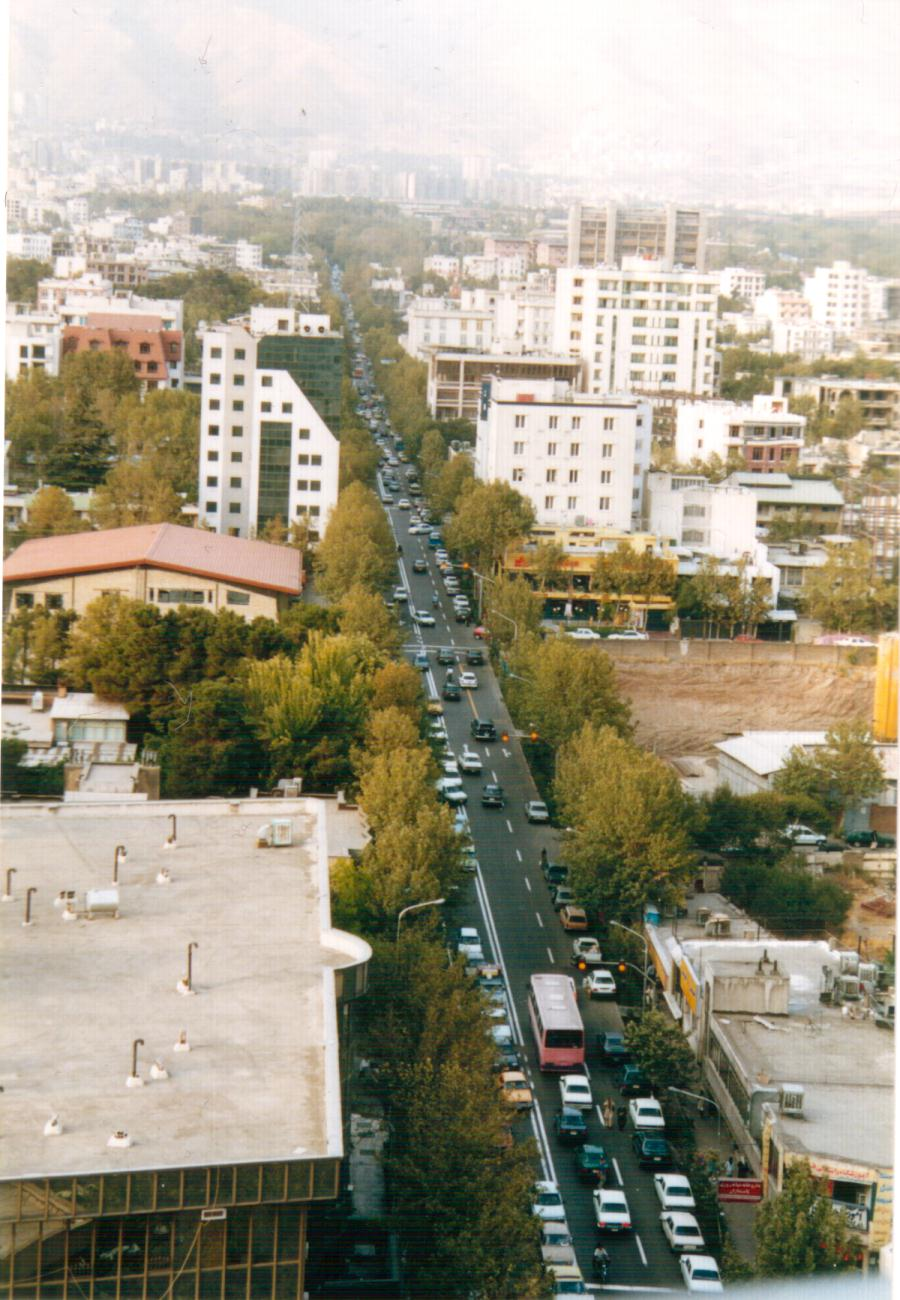
Avinguda Pasdaran
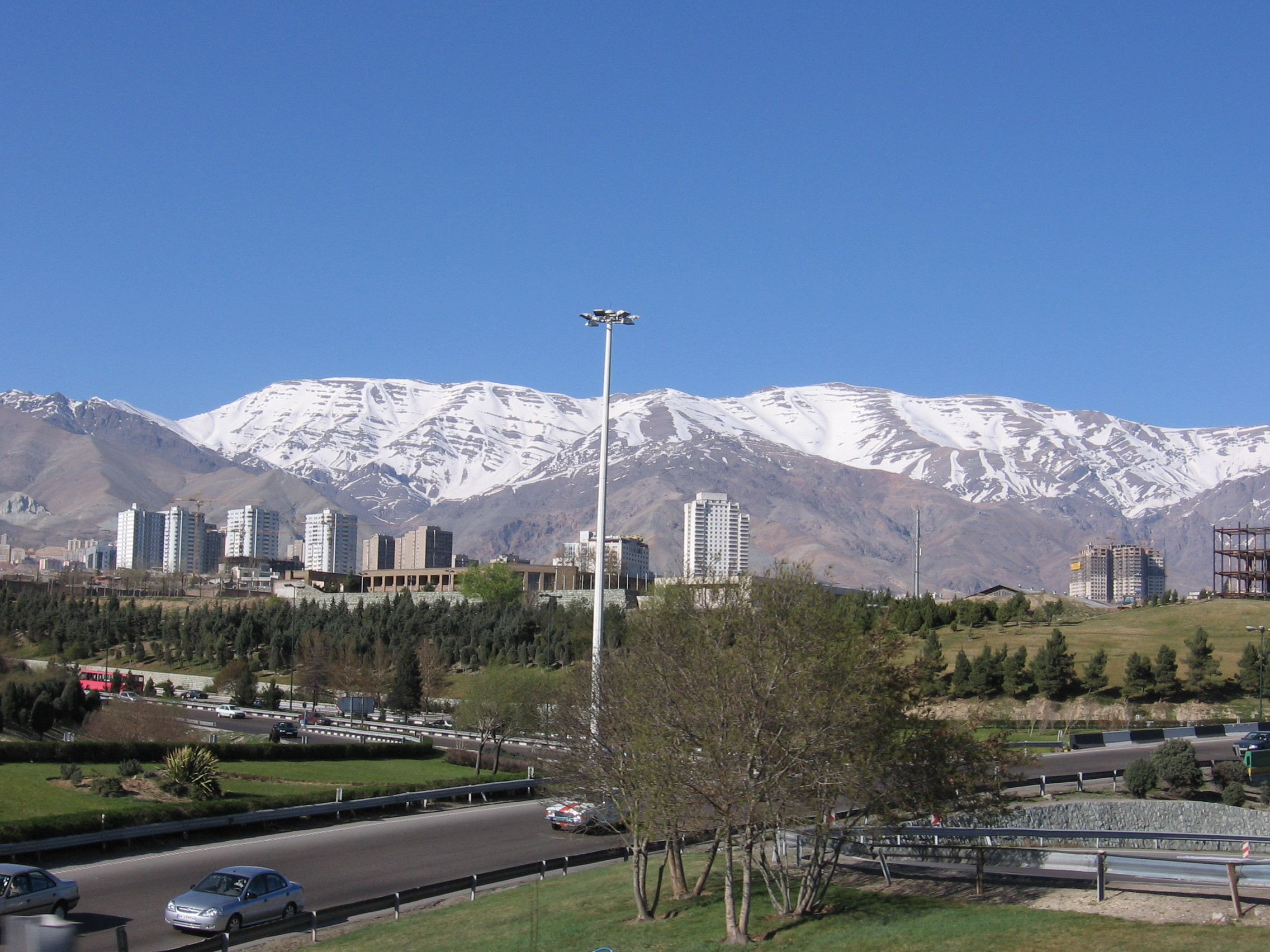
Teheran té la xarxa d'autopistes més extensa de l'Àsia occidental.
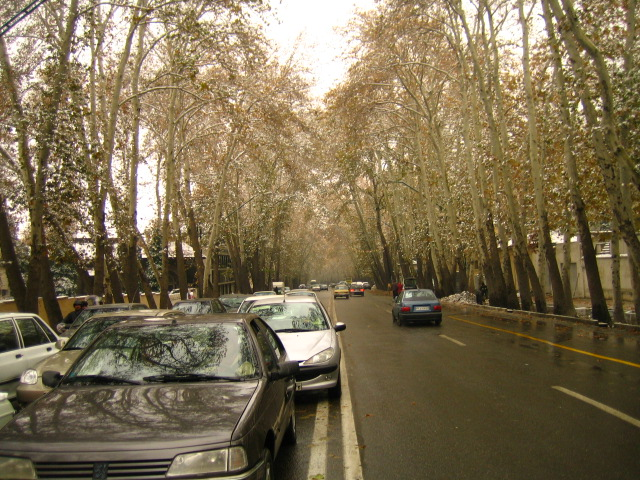
Carrer Valiasr, el carrer més llarg de l'Orient Mitjà.
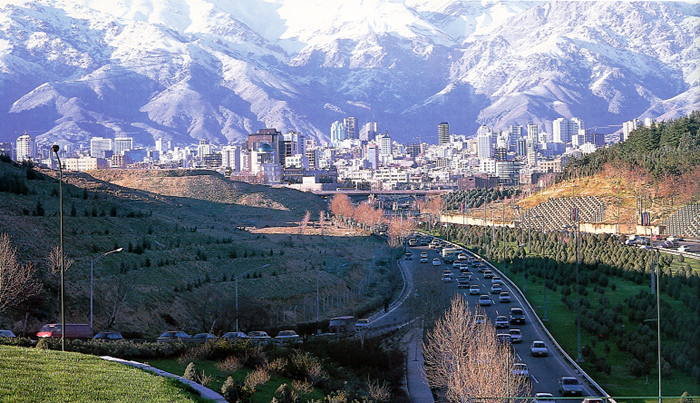
Teheran, i una vista de les muntanyes Alborz
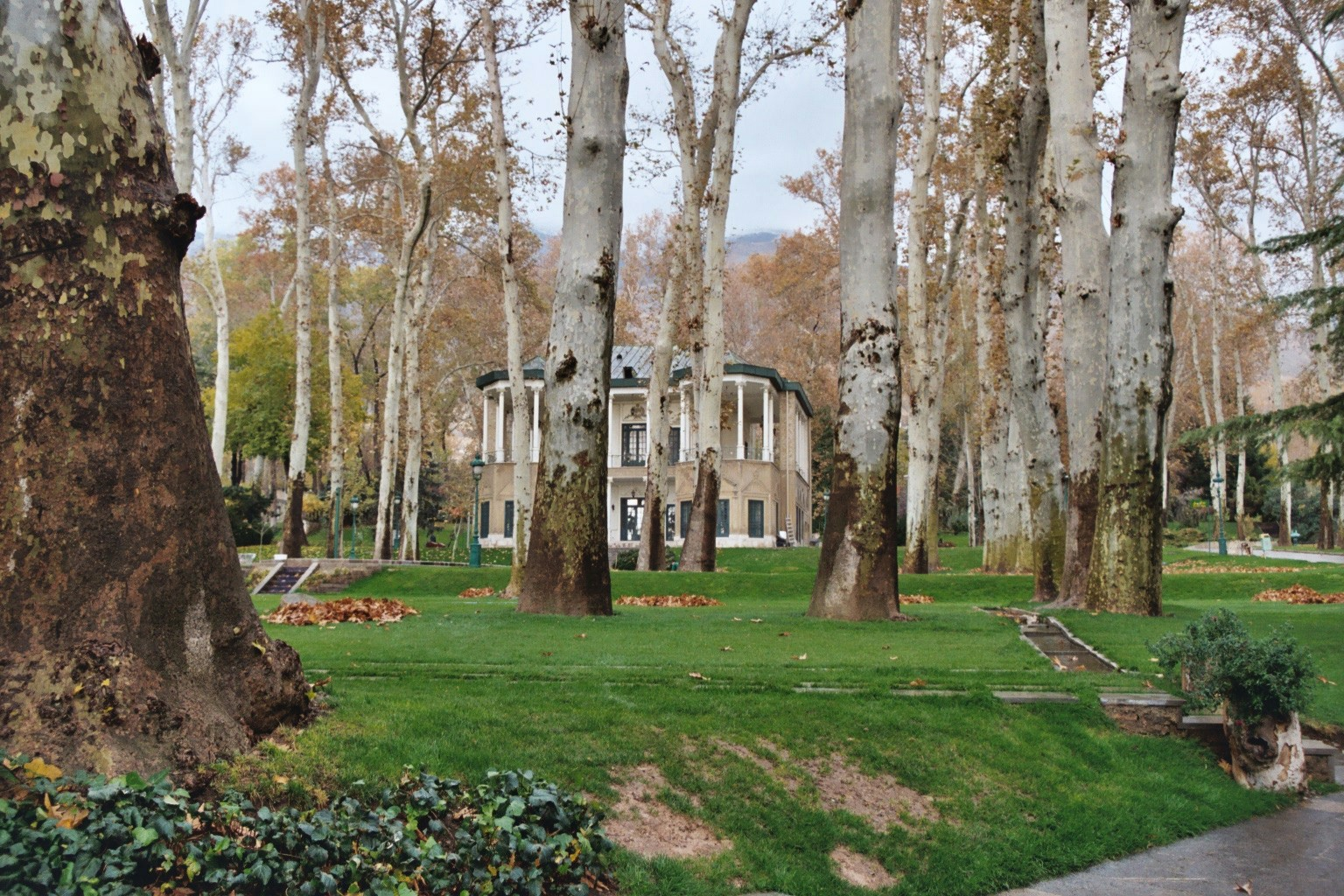
Palau de Niavaran
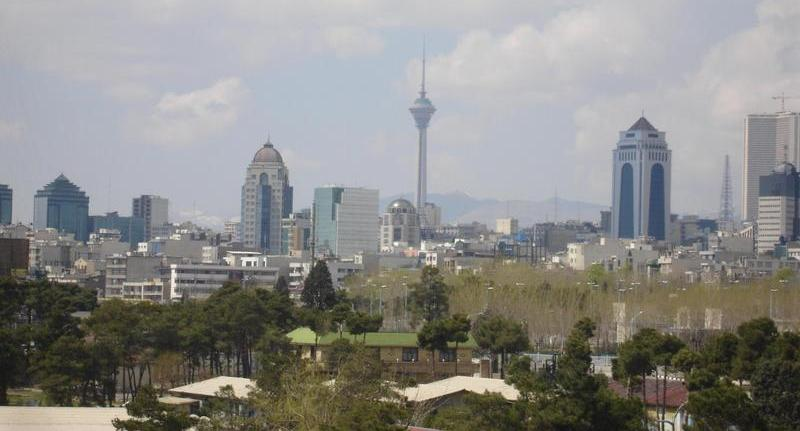
"Skyline" de Teheran
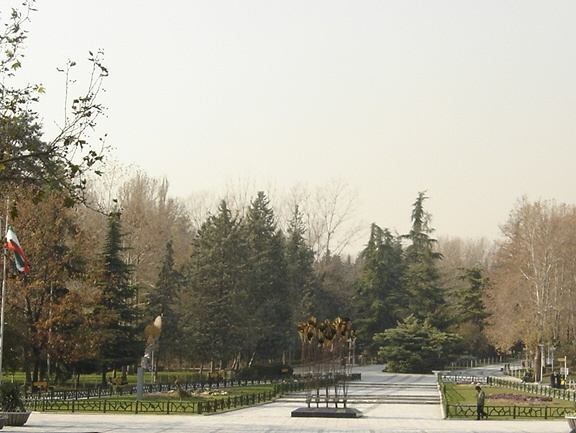
Parc Mellat
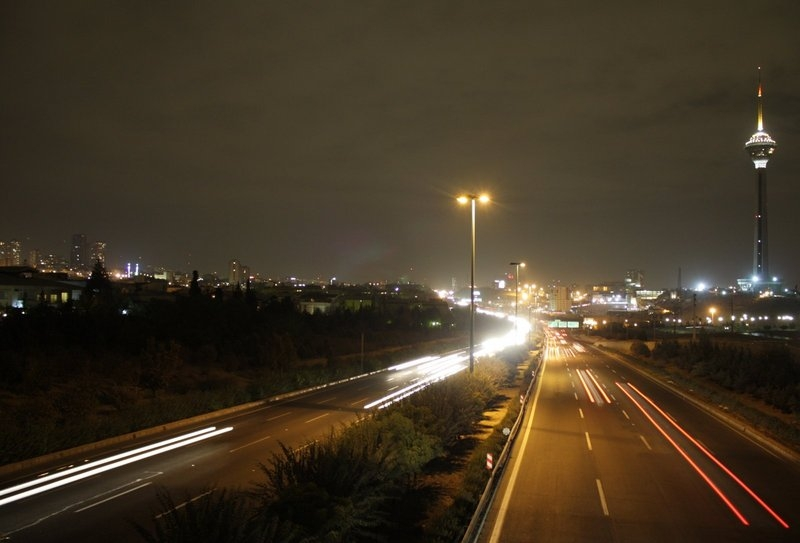
Torre Milad a la nit
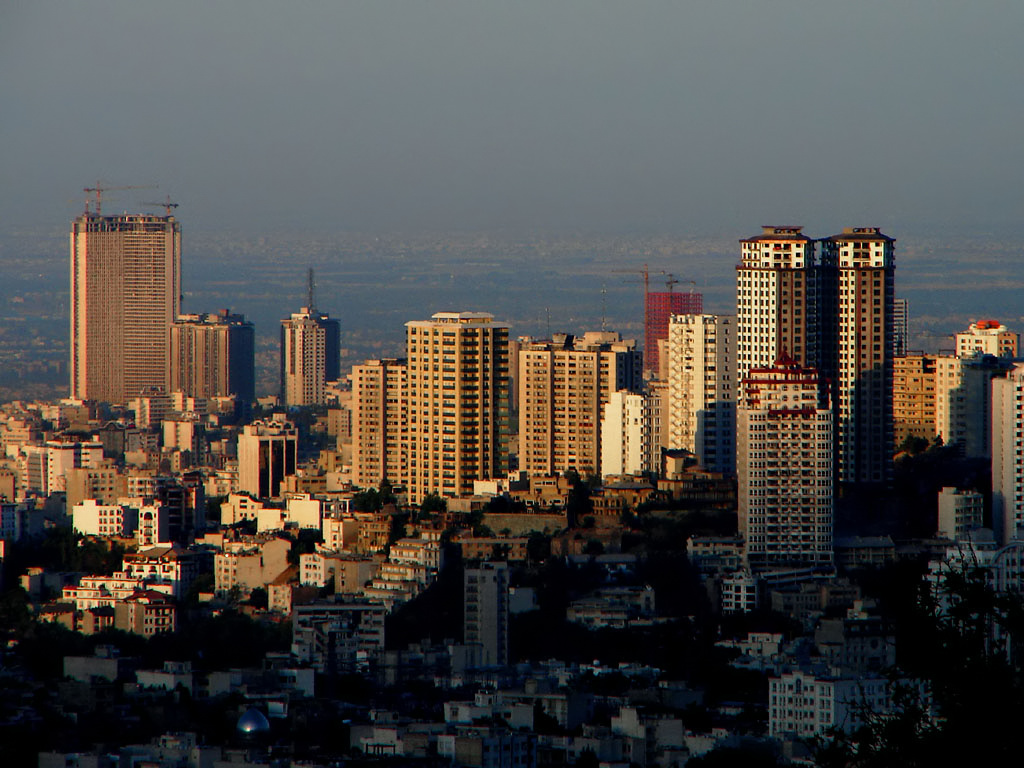
Edificis de Teheran
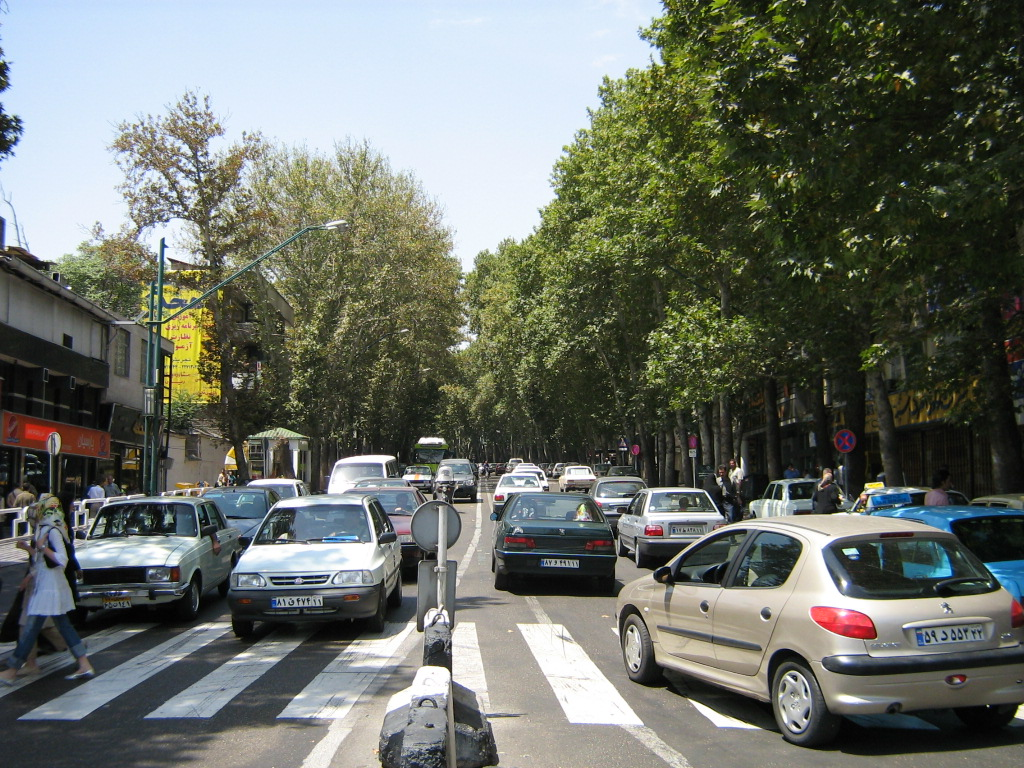
Un carrer atapeït de Teheran

## Persones nascudes en Teheran
Athena Farrokhzad, poetessa, dramaturga, traductora i crítica literària sueca.